# 오이타현 남부 지진
오이타현 남부 지진은 2015년 7월 13일에 일본의 오이타현 남부에서 발생한 지진이다. 지진 규모는 M5.7.

## 진도
아래는 일본 기상청 진도 계급 기준 진도 5약 이상을 관측한 지역이다.
| 진도 | 도도부현   | 시정촌            |
| ---- | ---------- | ----------------- |
| 5강  | 오이타현   | 사이키시          |
| 5약  | 에히메현   | 세이요시          |
| 5약  | 구마모토현 | 아소시 우부야마촌 |
| 5약  | 오이타현   | 분고오노시        |

## 장주기 지진동
장주기 지진동 경보가 발령된 도도부현은 다음과 같다.
| 계급  | 도도부현              |
| ----- | --------------------- |
| 계급1 | 후쿠오카현 구마모토현 |